# هنري لي (عالم جريمة)
هنري لي (بالإنجليزية: Henry Lee)‏ (و. 1938  م) هو عالم جريمة، ومؤلف من جمهورية الصين، وتايوان، والولايات المتحدة، هو عضوٌ في الجمعية الأميركية لتقدم العلوم.

## التعليم
تعلم في كلية جون جاي للعدالة الجنائية، وتحصل منها على بكالوريوس العلوم (1968–1972)، وتعلم في National Police Agency (Taiwan) ‏، وتعلم في جامعة نيويورك، وتعلم في Central Police University ‏
.

## جوائز
حصل على جوائز منها:
- نيشان الفنون والآداب من رتبة قائد (17 يناير 2013)[5]
- جائزة المنافسة العامة  [لغات أخرى]‏ (1946)